# Уилард
Уилард (на английски: Willard) е град в окръг Бокс Елдър, щата Юта, САЩ. Уилард е с население от 1630 жители (2000) и обща площ от 18,7 km². Намира се на 1326 m надморска височина. ЗИП кодът му е 84340, а телефонният му код е 435.